# 伍安临
伍安臨（Josiah Ng Onn Lam，1980年2月2日—），出生於菲律賓馬尼拉。馬來西亞自行車運動員。是該國首位競逐奧運會場地自行車比賽的運動員，並在2004年雅典奧運會男子自行車競輪賽獲得第六名的佳績。奧運會的出色表現讓他在2004年分別當選馬來西亞全國最佳男運動員和馬來西亞最佳奧林匹克運動員。由於他不諳華語，當地中文媒體從業員只能從他的英文名進行翻譯（共有“黃安南”和“吳安寧”兩個版本），十年來其譯名一再被誤用，後經其父親伍恩典糾正方才結束這場誤會。
伍恩典表示，他是来自槟城的广东人，是一名医生，而任职临床营养师的妻子是来自古晋的福建人，一家人都是基督复临安息日会的教友。“我给安临这一个名字，也是源自教堂的名字，而英文名Josiah的意思则是为神作出贡献。”

## 主要成績
2002年
国际自盟場地自行車世界杯系列赛綜合排名，男子競輪賽 第二名
2002年
釜山亞運會男子場地自行車競輪賽 銀牌
2004年
雅典奧運會男子場地自行車競輪賽 第六名
2005年
05國際自盟場地自行車世界杯系列賽綜合排名，男子競輪賽 第六名
05國際自盟場地自行車世界杯系列赛英國曼徹斯特站，男子競輪賽 第五名
2006年
06-07國際自盟場地自行車世界杯系列赛澳洲悉尼站，男子競輪賽 第五名
05-06國際自盟場地自行車世界杯系列赛綜合排名，男子競輪賽 第一名
05-06國際自盟場地自行車世界杯系列赛澳洲悉尼站，男子競輪賽 第二名
05-06國際自盟場地自行車世界杯系列赛美國洛杉磯站，男子競輪賽 第一名
多哈亞運會男子場地自行車競輪賽銀牌
2007年
亞洲自行車錦標賽男子個人爭先賽 铜牌
06-07國際自盟場地自行車世界杯系列赛綜合排名，男子競輪塞 第五名
07-08國際自盟場地自行車世界杯系列赛澳洲悉尼站，男子競輪塞 第六名
07-08國際自盟場地自行車世界杯系列赛中國北京站，男子競輪塞 第六名
2008年
08-09國際自盟場地自行車世界杯系列赛澳洲墨爾本站，男子個人爭先賽 第五名
2009年
09-10國際自盟場地自行車世界杯系列赛澳洲墨爾本站，男子競輪賽 第三名
2010年
新德里共和聯邦運動會男子场地自行車競輪賽 金牌
新德里共和聯邦運動會男子场地自行車團體爭先賽 銅牌
廣州亞運會男子场地自行車競輪賽 銀牌
09-10國際自盟場地自行車世界杯系列赛綜合排名,男子競輪賽 第四名
09-10國際自盟場地自行車世界杯系列赛中國北京站，男子競輪賽 第六名
2011年
亞洲自行車錦標賽男子競輪賽 銀牌
亞洲自行車錦標賽男子團體爭先賽 铜牌
11-12國際自盟場地自行車世界杯系列赛哈薩克阿斯塔纳站，男子競輪賽 第四名
2012年
亞洲自行車錦標賽男子競輪賽 金牌

## 個人榮譽
- 2004年馬來西亞全國最佳男運動員
- 2004年馬來西亞最佳奧林匹克運動員

## 外部連結
- 伍安臨的博客（英文）